# Emmanuel Frimpong
Pour les articles homonymes, voir Frimpong.
Emmanuel Frimpong, né le 10 janvier 1992 à Accra (Ghana), est un footballeur international ghanéen qui évolue au poste de milieu de terrain. Il possède également la nationalité anglaise.
Il est contraint de mettre un terme à sa carrière en mars 2019, à l'âge de 27 ans, à la suite de blessures à répétition.

## Biographie

### Carrière en clubs

#### Débuts et formation
Emmanuel Frimpong naît en 1992 à Accra au Ghana. Sa famille déménage à Londres et le jeune Ghanéen se fait recruter dès l'âge de neuf ans par Arsenal.
Il intègre l'équipe réserve du club londonien en 2008 puis prend part à quelques matchs de préparation avec l'équipe première deux ans plus tard. Cependant, il se blesse gravement au genou lors d'un entraînement mi-2010 et est écarté des terrains pendant une période de neuf mois.

#### Arsenal
Frimpong dispute son premier match professionnel le 13 août 2011 lors de la première journée de Premier League contre Newcastle United (0-0) en remplaçant Tomáš Rosický en fin de match.
Trois jours plus tard, il prend part à son premier match de Ligue des champions en remplaçant une nouvelle fois Tomáš Rosický lors du match de barrages aller opposant Arsenal à l'Udinese Calcio (victoire 1-0). Lors du match retour se déroulant le 24 août (victoire 1-2), le jeune milieu de terrain est titularisé pour la première fois avant d'être remplacé à la mi-temps.

#### Prêt à Wolverhampton
En manque de temps de jeu avec les Gunners, Emmanuel Frimpong est prêté à Wolverhampton le 1er janvier 2012 jusqu'à la fin de la saison. Le lendemain, il prend part à son premier match sous le maillot des Wolves lors de la rencontre comptant pour la 20e journée de Premier League face à Chelsea (défaite 1-2).
Le 4 février suivant, il est victime d'une rupture du ligament croisé antérieur du genou droit durant le match face aux Queens Park Rangers (victoire 1-2). Cette blessure, similaire à celle dont il a été victime en 2010, met fin à la saison du jeune ghanéen qui retourne à Londres après seulement cinq apparitions sous le maillot des Wolves afin de passer des examens complémentaires en vue d'une opération.

#### Retour à Arsenal
Le 26 septembre 2012, il fait son retour sur les terrains en remplaçant Francis Coquelin à la 72e minute du match comptant pour le troisième tour de la Coupe de la Ligue anglaise face à Coventry City (victoire 6-1).

#### Prêt à Charlton Athletic
Le 19 novembre 2012, Frimpong est prêté à Charlton Athletic jusqu'au 1er janvier suivant.

#### Prêt à Fulham
Le 25 janvier 2013, il est prêté pour six mois à Fulham.

#### Transfert à Barnsley
Le 31 janvier 2014, Arsenal annonce le départ du joueur pour Barnsley. Frimpong ne reste que sept mois dans le club anglais, avec qui il prend part à neuf matchs.

#### Russie, Suède, Chypre et fin de carrière anticipée
Le 1er septembre 2014, Frimpong s'engage pour deux saisons avec le club russe du FK Oufa. Il dispute vingt-huit rencontres toutes compétitions confondues au cours de ces deux saisons avant de s'engager avec Arsenal Toula, autre club évoluant en Russie, le 8 août 2016.
Après un court passage au club suédois de l'AFC Eskilstuna avec lequel il dispute dix matchs, Frimpong signe un contrat de deux ans avec l'Ermís Aradíppou, qui évolue en première division chypriote, le 17 août 2017. Il est cependant libéré de son contrat au début de l'été 2018, après avoir joué douze matchs de championnat.
Handicapé par des problèmes récurrents à un genou, Emmanuel Frimpong annonce sur Twitter le 8 mars 2019 qu'il met fin à sa carrière de joueur professionnel, à seulement vingt-sept ans. 

### Carrière en sélection
Possédant la nationalité ghanéenne ainsi qu'un passeport anglais, Emmanuel Frimpong choisit de jouer pour l'équipe d'Angleterre des moins de 16 ans puis celle des moins de 17 ans avec laquelle il remporte le Tournoi de Montaigu en 2008 contre l'Allemagne en inscrivant l'unique but de la rencontre.
Alors qu'il est convoqué en équipe d'Angleterre espoirs, Emmanuel Frimpong déclare en 2011 son intention de jouer pour la sélection ghanéenne. En septembre de la même année, la Fédération ghanéenne confirme que le jeune milieu opte pour la sélection ghanéenne.
Le 24 mars 2013, Frimpong honore sa première et unique sélection avec le Ghana à l'occasion d'un match de qualification pour la Coupe du monde 2014 face au Soudan (victoire 4-0).

## Statistiques
| Saison                | Club                           | Championnat            | Championnat | Championnat | Coupe nationale | Coupe nationale | Coupe de la Ligue | Coupe de la Ligue | Compétition(s) continentale(s) | Compétition(s) continentale(s) | Compétition(s) continentale(s) | Ghana | Ghana | Total | Total |
| Saison                | Club                           | Division               | M.          | B.          | M.              | B.              | M.                | B.                | Comp.                          | M.                             | B.                             | M.    | B.    | M.    | B.    |
| 2011-2012             | Arsenal FC                     | Premier League         | 6           | 0           | -               | -               | 3                 | 0                 | C1                             | 5                              | 0                              | -     | -     | 14    | 0     |
| 2012-2013             | Arsenal FC                     | Premier League         | -           | -           | -               | -               | 2                 | 0                 | -                              | -                              | -                              | -     | -     | 2     | 0     |
| Sous-total            | Sous-total                     | Sous-total             | 6           | 0           | -               | -               | 5                 | 0                 | -                              | 5                              | 0                              | -     | -     | 16    | 0     |
| 2011-2012             | Wolverhampton Wanderers (prêt) | Premier League         | 5           | 0           | -               | -               | -                 | -                 | -                              | -                              | -                              | -     | -     | 5     | 0     |
| 2012-2013             | Charlton Athletic (prêt)       | Championship           | 6           | 0           | -               | -               | -                 | -                 | -                              | -                              | -                              | -     | -     | 6     | 0     |
| 2012-2013             | Fulham FC (prêt)               | Premier League         | 6           | 0           | -               | -               | -                 | -                 | -                              | -                              | -                              | 1     | 0     | 7     | 0     |
| Sous-total            | Sous-total                     | Sous-total             | 17          | 0           | -               | -               | -                 | -                 | -                              | -                              | -                              | 1     | 0     | 18    | 0     |
| 2013-2014             | Barnsley FC                    | Premier League         | 9           | 0           | -               | -               | -                 | -                 | -                              | -                              | -                              | -     | -     | 9     | 0     |
| Sous-total            | Sous-total                     | Sous-total             | 9           | 0           | -               | -               | -                 | -                 | -                              | -                              | -                              | -     | -     | 9     | 0     |
| 2014-2015             | FK Oufa                        | Russian Premier League | 17          | 0           | 2               | 0               | -                 | -                 | -                              | -                              | -                              | -     | -     | 19    | 0     |
| 2015-2016             | FK Oufa                        | Russian Premier League | 8           | 0           | 1               | 0               | -                 | -                 | -                              | -                              | -                              | -     | -     | 9     | 0     |
| Sous-total            | Sous-total                     | Sous-total             | 25          | 0           | 3               | 0               | -                 | -                 | -                              | -                              | -                              | -     | -     | 28    | 0     |
| 2016-2017             | Arsenal Toula                  | Russian Premier League | 3           | 0           | 1               | 0               | -                 | -                 | -                              | -                              | -                              | -     | -     | 4     | 0     |
| Sous-total            | Sous-total                     | Sous-total             | 3           | 0           | 1               | 0               | -                 | -                 | -                              | -                              | -                              | -     | -     | 4     | 0     |
| 2017                  | AFC Eskilstuna                 | Allsvenskan            | 10          | 0           | -               | -               | -                 | -                 | -                              | -                              | -                              | -     | -     | 10    | 0     |
| Sous-total            | Sous-total                     | Sous-total             | 10          | 0           | -               | -               | -                 | -                 | -                              | -                              | -                              | -     | -     | 10    | 0     |
| 2017-2018             | Ermís Aradíppou                | Cyta Championship      | 12          | 0           | -               | -               | -                 | -                 | -                              | -                              | -                              | -     | -     | 12    | 0     |
| Sous-total            | Sous-total                     | Sous-total             | 12          | 0           | -               | -               | -                 | -                 | -                              | -                              | -                              | -     | -     | 12    | 0     |
| Total sur la carrière | Total sur la carrière          | Total sur la carrière  | 82          | 0           | 4               | 0               | 5                 | 0                 | -                              | 5                              | 0                              | 1     | 0     | 97    | 0     |